# Bactrocera dapsiles
Bactrocera dapsiles är en tvåvingeart som beskrevs av Drew 1989. Bactrocera dapsiles ingår i släktet Bactrocera och familjen borrflugor. Inga underarter finns listade.